# قاسم بن جماز
قاسم بن جماز بن قاسم بن مهنى (ت 533هـ)، ولاه المستضيء بأمر الله إمارة المدينة المنورة  دامت أمارته خمسا وعشرين سنة. تولى بعده ابنه سالم بن قاسم .

## وصلات خارجية
- مركز بحوث ودرسات المدينة المنورة نسخة محفوظة 5 مارس 2016 على موقع واي باك مشين.
- تاريخ الحكام والسلالات الحاكمة